# 와리오 랜드
와리오 랜드(일본어: ワリオランド 와리오란도[*], 영어: Wario Land)는 닌텐도에서 제작 및 발매하는 비디오 게임 시리즈이다. 마리오 시리즈의 악역 와리오를 주인공으로 한 시리즈로, 《슈퍼 마리오 랜드 2: 6개의 금화》의 스핀오프로 시작된 시리즈라고 볼 수 있다.